# Ла-Палома (Техас)
Ла-Палома (англ. La Paloma) — переписна місцевість (CDP) в США, в окрузі Камерон штату Техас. Населення — 3218 осіб (2020).

## Географія
Ла-Палома розташована за координатами 26°3′7″ пн. ш. 97°39′19″ зх. д. / 26.05194° пн. ш. 97.65528° зх. д. (26.051962, -97.655253).  За даними Бюро перепису населення США в 2010 році переписна місцевість мала площу 5,58 км², уся площа — суходіл.

## Демографія
Згідно з переписом 2010 року, у переписній місцевості мешкали 2903 особи в 636 домогосподарствах у складі 584 родин. Густота населення становила 520 осіб/км².  Було 758 помешкань (136/км²).
Расовий склад населення:
| - 83,2 % — білих - 0,4 % — чорних або афроамериканців - 0,3 % — азіатів - 0,2 % — корінних американців - 13,6 % — осіб інших рас |

До двох чи більше рас належало 2,2 %. Частка іспаномовних становила 98,2 % від усіх жителів.
За віковим діапазоном населення розподілялося таким чином: 42,6 % — особи молодші 18 років, 52,2 % — особи у віці 18—64 років, 5,2 % — особи у віці 65 років та старші. Медіана віку мешканця становила 22,3 року. На 100 осіб жіночої статі у переписній місцевості припадало 97,9 чоловіків;  на 100 жінок у віці від 18 років та старших — 94,5 чоловіків також старших 18 років.
Середній дохід на одне домашнє господарство  становив 37 666 доларів США (медіана — 30 000), а середній дохід на одну сім'ю — 41 493 долари (медіана — 36 484). За межею бідності перебувало 26,7 % осіб, у тому числі 36,4 % дітей у віці до 18 років та 23,2 % осіб у віці 65 років та старших.
Цивільне працевлаштоване населення становило 932 особи. Основні галузі зайнятості: освіта, охорона здоров'я та соціальна допомога — 29,3 %, науковці, спеціалісти, менеджери — 22,3 %, будівництво — 15,1 %, транспорт — 8,6 %.